# Ashoka Mody
Ashoka Mody (* 14. Januar 1956) ist ein in Indien geborener Ökonom. Er ist Charles und Marie Robertson Gastprofessor in Internationaler Wirtschaftspolitik und Dozent für öffentliche und internationale Angelegenheiten an der Woodrow Wilson School of Public and International Affairs der Princeton University in den USA.
Zuvor war er stellvertretender Direktor beim Internationalen Währungsfonds (IWF) für Forschung und den europäischen Abteilungen. Er war für die Artikel-IV-Konsultationen des IWF mit Deutschland, Irland, der Schweiz und Ungarn verantwortlich und auch für die Gestaltung des finanziellen Rettungsprogramms für Irland. Früher war Mody bei der Weltbank und koordinierte den Global Development Finance Bericht 2001, dessen Hauptautor er war. Er hatte Führungspositionen in Project Finance and Guarantees in der Prospects Group. Er hat Regierungen weltweit in Entwicklungs- und Finanzprojekten und Politik beraten während er ausführlich für die Politik und ein wissenschaftliches Publikum Aufsätze schrieb.

## Karriere
Nach einem Elektronik-Ingenieurstudium, mit Abschluss als B.Tech. (Bachelor of Technology) am Indian Institute of Technology Madras im Jahr 1978, erwarb Mody einen M.Phil. für Angewandte Ökonomie am Centre for Development Studies in Trivandrum (1979–1986) und arbeitete als Ökonom an der Boston University (1986). In der Zeit von 1986 bis 1987 war er bei AT&T Bell Laboratories. Von 1987 bis 2003 arbeitete er bei der Weltbank und von 1997 bis 1998 war er Gastprofessor für Öffentliche Politik an der Wharton School. Seit 2001 arbeitet er beim Internationalen Währungsfonds.
In einem Beitrag für Bloomberg L.P. forderte Mody am 17. Juli 2015 einen Austritt Deutschlands aus der Eurozone, um die Wettbewerbsfähigkeit der anderen Euro-Länder zu stärken, da der Euro gegenüber der wieder eingeführten DM abwerten könnte. Er wiederholte diese Aussage am 5. Juli 2018 in der NZZ.

## Publikationen
- India Is Broken: A People Betrayed, Independence to Today. Stanford University Press, Palo Alto 2023, ISBN 978-1-5036-3005-5.
- EuroTragedy: A Drama in Nine Acts. Oxford University Press, New York 2018, ISBN 978-0-19-935138-1.
- Ashoka Mody auf Project Syndicate (englisch)
- Arbeitspapiere, Artikel, Kapitel, Bücher von Ashoka Mody (englisch)
- Die Lage im Euro-Raum könnte bald eskalieren Neue Zürcher Zeitung
- Publikationen auf bruegel.org (Memento vom 22. Juli 2015 im Internet Archive) (englisch)